# Kawaii
Kawaii (可愛い [かわいい], lit. ‘bufó’) és un adjectiu japonès, sense gènere i que es pot atorgar a qualsevol cosa. S'escriu amb dos kanjis: 可, que significa 'tolerable', 'passable' o 'possible', i 愛, que significa 'amor'. Quan unim els dos kanjis, es llegeix kawaii, i podem trobar altres paraules com kawayui, kawairashi, kawaigaru, kawaige, que signifiquen 'bufó', 'dolç', 'enamorar-se', 'encantar-se' i 'l'encant d'un nen innocent'.

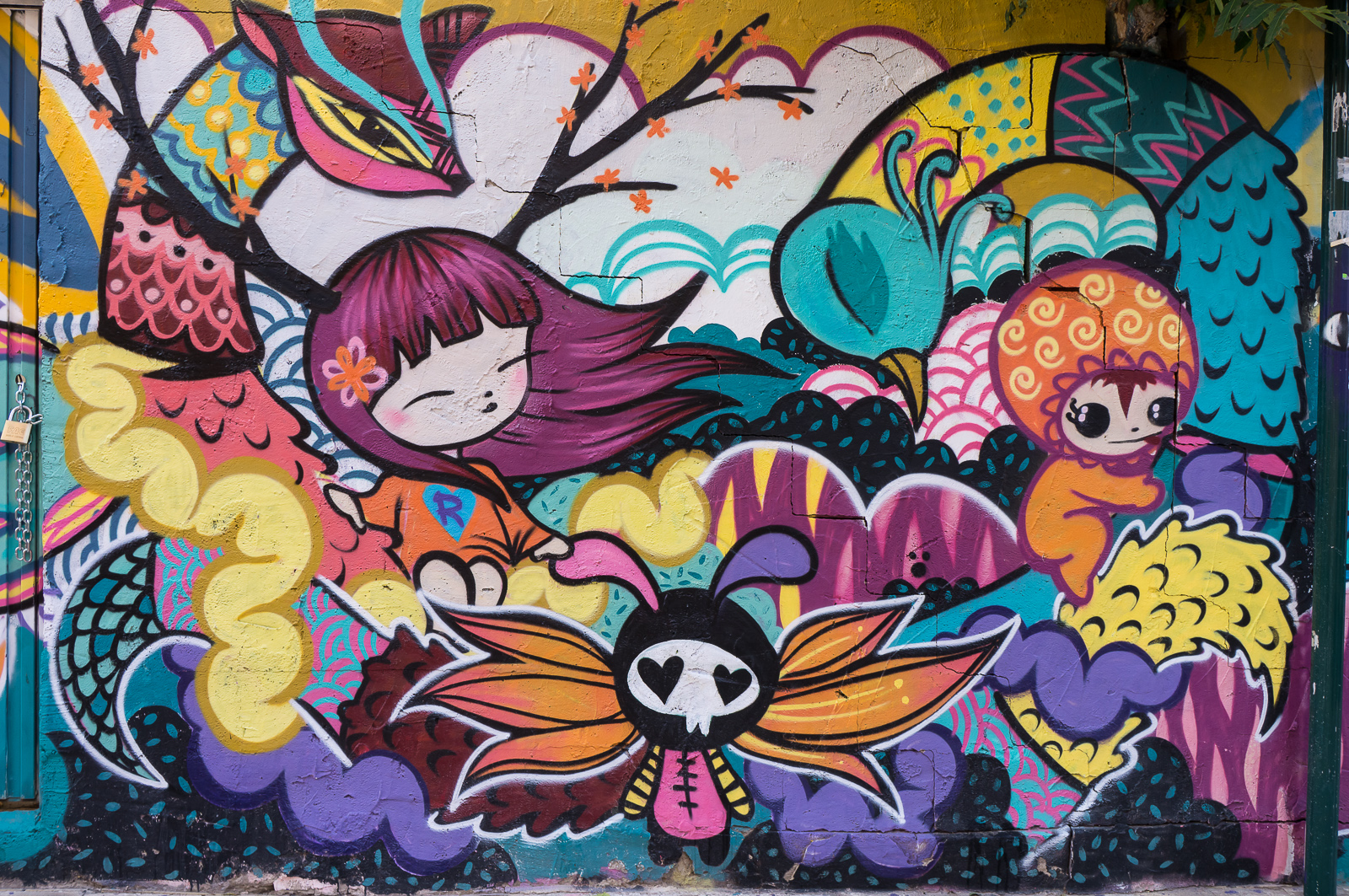
Mural de Julieta.xlf, artista valenciana de postgrafit amb forta influència del kawaii

Amb el pas del temps, al Japó es va començar a fer servir aquest concepte entre els adults i no sols per a parlar d'un objecte o un nadó. Aquesta paraula es pot trobar principalment en la cultura otaku.
Al Japó recent les tendències suïcides formaren la inspiració d'un corrent estètic de la moda d'allí anomenat Yami Kawaii.